# Rembrandthuis
Rembrandthuis (niderl. Dom Rembrandta) – budynek przy Jodenbreestraat, w centrum Amsterdamu, gdzie mieszkał i malował holenderski malarz Rembrandt van Rijn w latach od 1639 do 1658 roku, aż do bankructwa i licytacji nieruchomości.
Dom został zbudowany w 1606, w roku 1627 został znacznie przebudowany, a rekonstrukcji prawdopodobnie dokonał Jacob van Campen. W latach 1658 do 1911 kamienica zamieszkiwana była przez kilkanaście różnych rodzin. W roku 1906 dom był w katastrofalnym stanie i jedynie ze względu na słynnego byłego właściciela nie został rozebrany. W tej sytuacji podjęto akcję dla jego ratowania i 28 marca 1907 miasto Amsterdam wykupiło Het Rembrandthuis. Odrestaurowano go w latach 1907-1911. W 1911 zamieniony został w muzeum. 
Muzeum domu Rembrandta (Museum het Rembrandthuis) wystawia obrazy Rembrandta, znaczną kolekcję jego rysunków i miedziorytów oraz obrazy holenderskiego malarza Jozef Israëlsa. Wnętrza, w których Rembrandt mieszkał i pracował, zostały odtworzone między innymi na podstawie niektórych obrazów malarza lub jego uczniów.